# Station Libramont

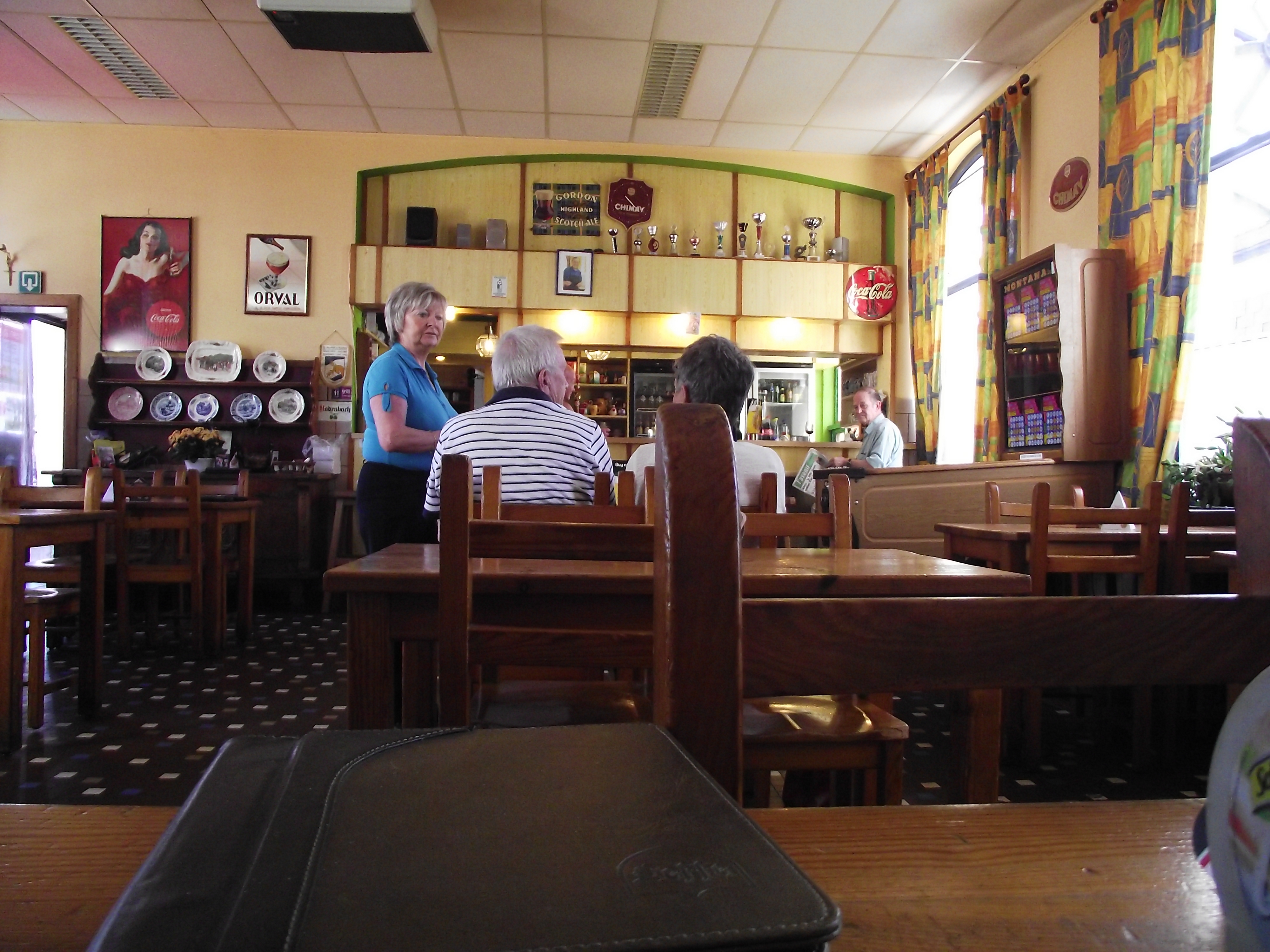
Stationsrestauratie met veel lokale klanten.

Station Libramont is een spoorwegstation langs spoorlijn 162 (Namen - Aarlen - Luxemburg) in de gemeente Libramont-Chevigny in de provincie Luxemburg. Vanaf hier vertrok voor 1993 nog spoorlijn 163 (Libramont - Bastenaken) en vertrekt nog spoorlijn 165 (Libramont - Virton). Het ligt op een hoogte van 485 meter boven zeeniveau en is daarmee het hoogst gelegen in gebruik zijnde station van België.
Sinds 1 maart 2024 zijn de loketten van dit station enkel in de week geopend tussen 7 en 14.15 uur.

## Geschiedenis
Vroeger vertrok vanaf de voorkant van het station de buurtspoorweglijn 503 naar Amberloup. Op 19 mei 1951 is deze opgeheven voor het reizigersverkeer en op 29 september 1959 voor het goederenverkeer. Ten behoeve van het goederenverkeer was er een rechtstreekse aansluitboog met ongelijkvloerse aansluiting op de hoofdlijn zodat treinen vanuit het noorden de spoorlijn 165 naar Bertrix konden nemen zonder te keren in het station. Hiervan zijn nog sporen te zien en er zijn plannen om deze aansluiting opnieuw aan te leggen.

## Galerij

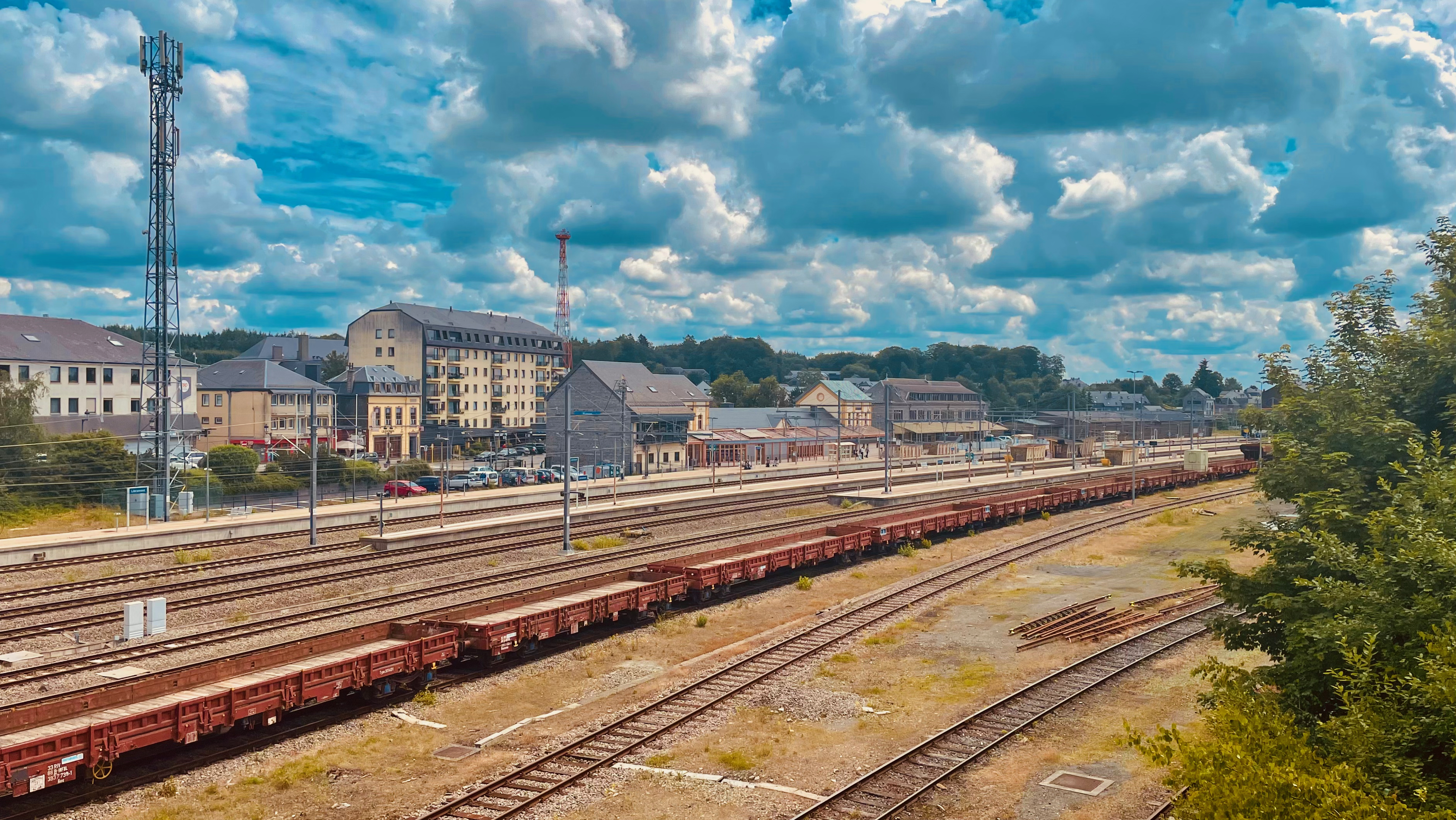
Zicht op het station
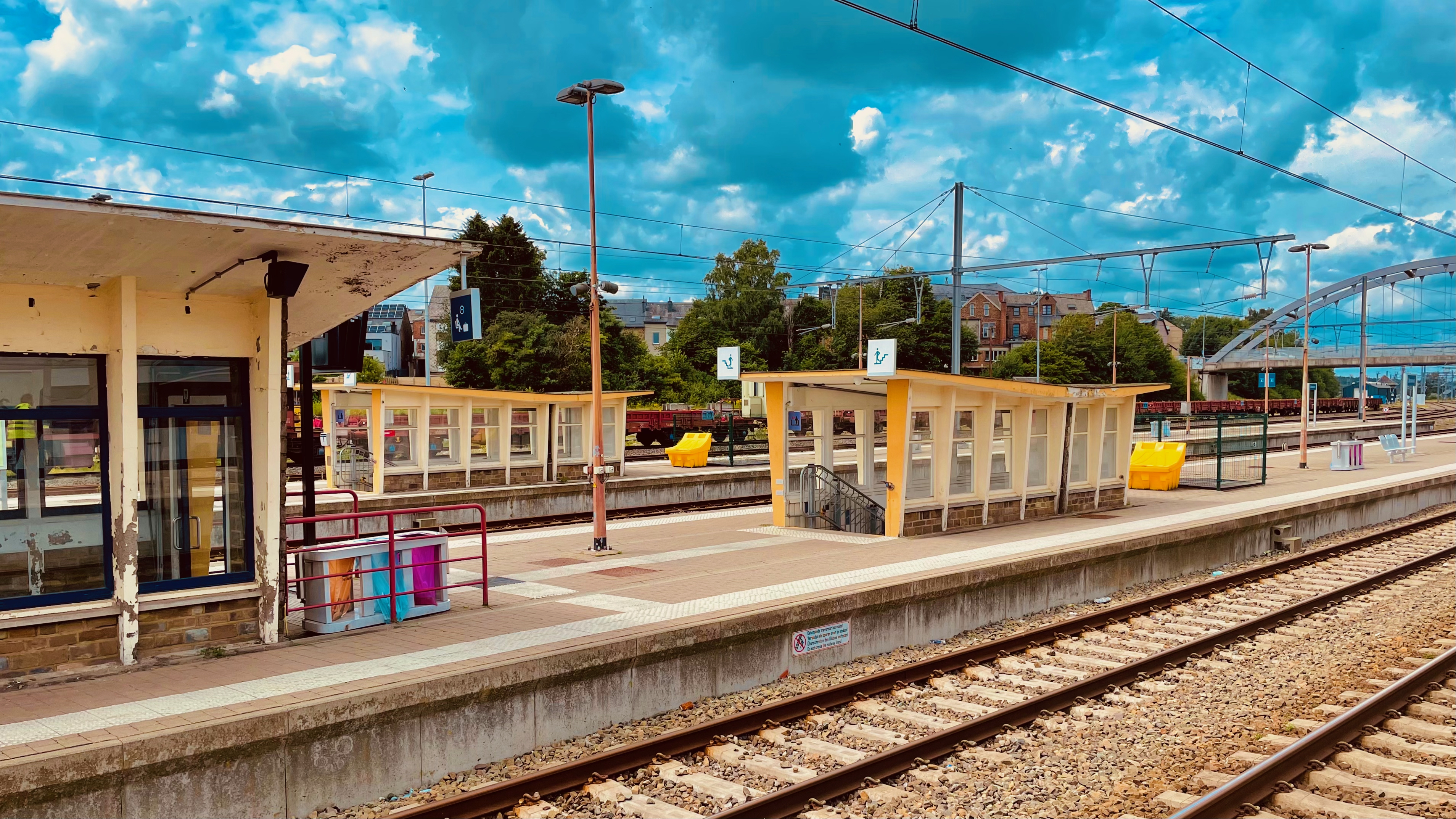
De perrons
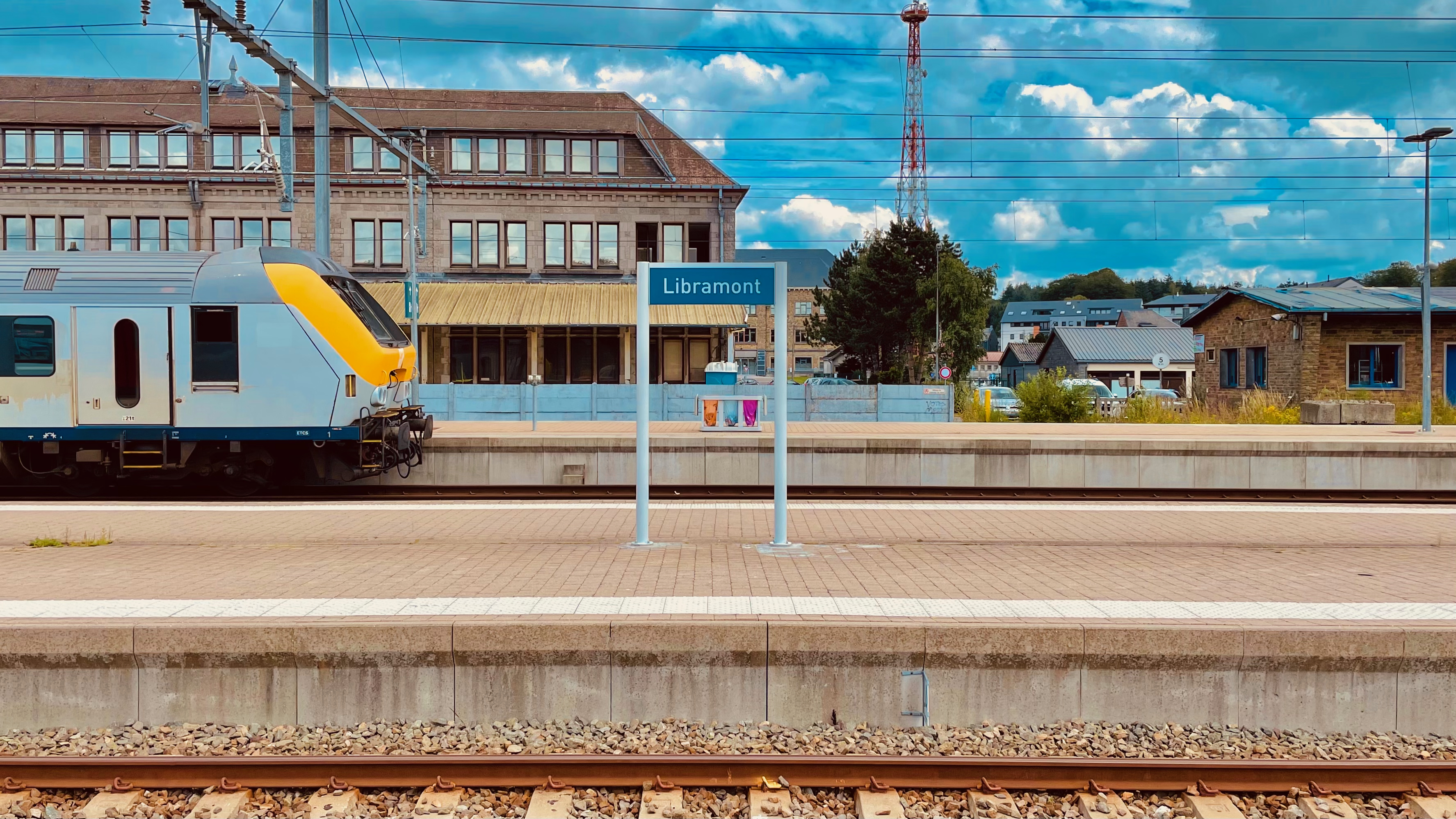
Plaatsnaambord
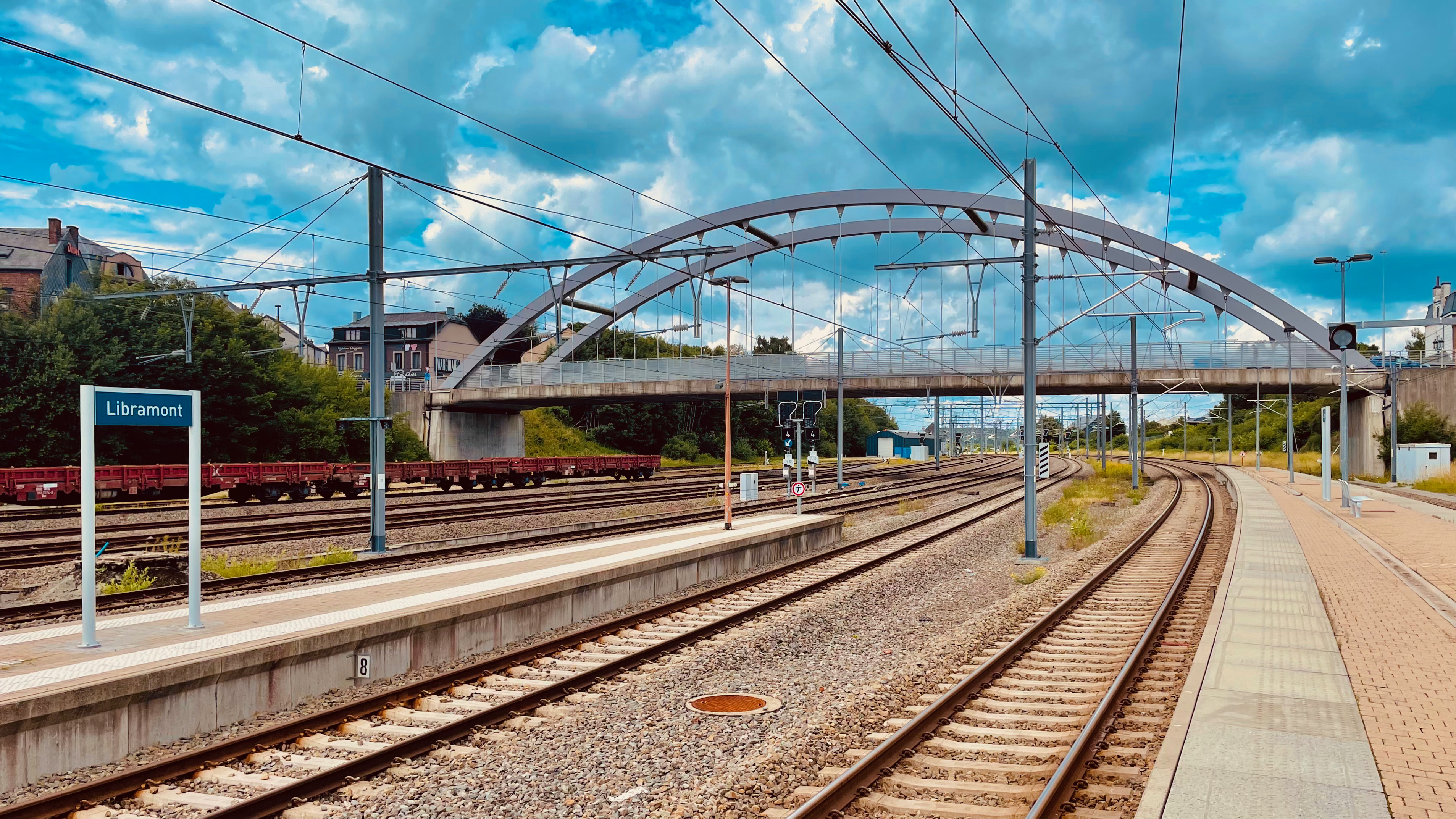
Brug over de sporen

## Diensten
Het station is een belangrijk openbaarvervoersknooppunt in de regio, waar naast de treinaansluiting naar Bertrix en verder er ook vele TEC-buslijnen vertrekken naar onder meer Saint-Hubert, Bastenaken, Bouillon en bestemmingen bij de Semois. Het station beschikt over drie eilandperrons die bereikbaar zijn met een voetgangerstunnel. Naast de wachtzaal met loketten is er een stationsrestauratie en tegenover het station is er een café.

## Treindienst
| Serie              | Treinsoort           | Route | Bijzonderheden                                                           |
| ------------------ | -------------------- | --- | ------------------------------------------------------------------------ |
| IC 16              | Intercity (NMBS/CFL) | Brussel-Zuid – Namen – Libramont – Luxemburg                                                                          |                                                                          |
| L 950              | L-trein (NMBS)       | Marloie – Libramont                                                                                                   | Rijdt 1x/2 uur.                                                          |
| L 5850             | L-trein (NMBS)       | Aarlen – Marbehan – Libramont                                                                                         | Rijdt in het weekend 1x/2 uur.                                           |
| L 5950             | L-trein (NMBS)       | Libramont – Bertrix – Virton – Aarlen                                                                                 |                                                                          |
| L 6050             | L-trein (NMBS)       | Namen – Dinant – Bertrix – Libramont                                                                                  |                                                                          |
| P 7610/8610        | Piekuurtrein (NMBS)  | Libramont – Ciney | Rijdt alleen op werkdagen.                                               |
| P 7620/8620RE 8600 | Piekuurtrein (NMBS)  | [ Luxemburg – Virton ] / [ [ Aarlen – Virton – ] / [ Dinant – ] Libramont – [ Ciney ] ]                               | Een rechtstreekse trein Aarlen - Libramont. Een trein Libramont - Ciney. |
| P 7665/7665        | Piekuurtrein (NMBS)  | Libramont – [ Virton – ] / [ Marbehan – ] Aarlen                                                                      | Rijdt alleen op werkdagen.                                               |
| P 7670/8670        | Piekuurtrein (NMBS)  | [ Namen – Sart-Bernard ] / [ Rochefort-Jemelle – [ Libramont ] / [ Rivage – Luik-Guillemins – Luik-Sint-Lambertus ] ] | Rijdt alleen op werkdagen.                                               |
| P 7675/8675RE 8650 | Piekuurtrein (NMBS)  | [ Luxemburg – ] / [ Libramont – ] Aarlen                                                                              | Rijdt alleen op werkdagen. Een trein Libramont - Aarlen.                 |
| P 7680/8680RE 8650 | Piekuurtrein (NMBS)  | [ Bertrix – Dinant ] / [ Libramont – [ Virton – ] / [ Marbehan – ] Aarlen ] / [ Athus – Luxemburg ]                   | Een trein Aarlen - Virton - Libramont. Een trein Athus - Luxemburg.      |
| P 7695             | Piekuurtrein (NMBS)  | Bertrix – Libramont                                                                                                   | Rijdt alleen op werkdagen.                                               |

## Reizigerstellingen
De grafiek en tabel geven het gemiddeld aantal instappende reizigers weer op een week-, zater- en zondag.
| Tabel: aantal instappende reizigers station Libramont | Tabel: aantal instappende reizigers station Libramont | Tabel: aantal instappende reizigers station Libramont | Tabel: aantal instappende reizigers station Libramont |
|                                                       | Weekdag                                               | Zaterdag                                              | Zondag                                                |
| ----------------------------------------------------- | ----------------------------------------------------- | ----------------------------------------------------- | ----------------------------------------------------- |
| 1977                                                  | 2 146                                                 | 863                                                   | 1 104                                                 |
| 1978                                                  | 2 400                                                 | 802                                                   | 855                                                   |
| 1979                                                  | 2 094                                                 | 1 033                                                 | 1 176                                                 |
| 1980                                                  | 2 234                                                 | 712                                                   | 1 194                                                 |
| 1981                                                  | 2 442                                                 | 683                                                   | 1 006                                                 |
| 1982                                                  | 2 676                                                 | 753                                                   | 1 300                                                 |
| 1983                                                  | 2 250                                                 | 751                                                   | 901                                                   |
| 1984                                                  | 2 766                                                 | 793                                                   | 1 811                                                 |
| 1985                                                  | 3 101                                                 | 938                                                   | 1 776                                                 |
| 1986                                                  | 2 384                                                 | 785                                                   | 1 619                                                 |
| 1987                                                  | 2 507                                                 | 799                                                   | 1 334                                                 |
| 1988                                                  | 2 523                                                 | 1 033                                                 | 1 958                                                 |
| 1989                                                  | 2 772                                                 | 1 163                                                 | 1 907                                                 |
| 1990                                                  | 2 381                                                 | 866                                                   | 1 618                                                 |
| 1991                                                  | 2 396                                                 | 907                                                   | 2 035                                                 |
| 1992                                                  | 2 457                                                 | 954                                                   | 2 091                                                 |
| 1993                                                  | 2 739                                                 | 926                                                   | 1 942                                                 |
| 1994                                                  | 2 722                                                 | 988                                                   | 1 795                                                 |
| 1995                                                  | 2 441                                                 | 875                                                   | 1 728                                                 |
| 1996                                                  | 2 572                                                 | 1 169                                                 | 1 845                                                 |
| 1997                                                  | 2 799                                                 | 1 155                                                 | 1 817                                                 |
| 1998                                                  | 3 015                                                 | 895                                                   | 2 022                                                 |
| 1999                                                  | 1 979                                                 | 818                                                   | 1 550                                                 |
| 2000                                                  | 2 304                                                 | 966                                                   | 1 712                                                 |
| 2001                                                  | 2 284                                                 | 881                                                   | 2 066                                                 |
| 2002                                                  | 2 436                                                 | 968                                                   | 1 718                                                 |
| 2003                                                  | 2 504                                                 | 944                                                   | 1 996                                                 |
| 2004                                                  | 2 215                                                 | 1 137                                                 | 1 640                                                 |
| 2005                                                  | 3 043                                                 | 1 237                                                 | 2 035                                                 |
| 2006                                                  | 2 546                                                 | 1 189                                                 | 1 902                                                 |
| 2007                                                  | 2 237                                                 | 918                                                   | 1 824                                                 |
| 2008                                                  | -                                                     | -                                                     | -                                                     |
| 2009                                                  | 2 442                                                 | 798                                                   | 1 651                                                 |
| 2010                                                  | -                                                     | -                                                     | -                                                     |
| 2011                                                  | -                                                     | -                                                     | -                                                     |
| 2012                                                  | 2 649                                                 | 1 036                                                 | 1 992                                                 |
| 2013                                                  | 2 496                                                 | 859                                                   | 1 701                                                 |
| 2014                                                  | 2 654                                                 | 1 034                                                 | 2 015                                                 |
| 2015                                                  | 2 244                                                 | 886                                                   | 1 791                                                 |
| 2016                                                  | 2 227                                                 | 935                                                   | 1 718                                                 |
| 2017                                                  | 2 166                                                 | 942                                                   | 1 400                                                 |
| 2018                                                  | 1 897                                                 | 812                                                   | 1 510                                                 |
| 2019                                                  | 1 995                                                 | 905                                                   | 1 510                                                 |
| 2020                                                  | 1 464                                                 | 635                                                   | 1 094                                                 |
| 2021                                                  | -                                                     | -                                                     | -                                                     |
| 2022                                                  | 2 586                                                 | 1 011                                                 | 1 614                                                 |
| 2023                                                  | 2 430                                                 | 1 230                                                 | 2 033                                                 |
| 2024                                                  | 2 458                                                 | 1 255                                                 | 1 683                                                 |

0,0: Namen ·
2,1: Jambes-Oost ·
5,0: Dave-Saint-Martin ·
7,8: Naninne ·
10,9: Sart-Bernard ·
14,0: Courrière ·
16,7: Assesse ·
18,3: Florée ·
20,5: Natoye ·
26,4: Braibant ·
29,0: Ciney ·
32,0: Leignon ·
32,9: Chapois ·
39,1: Haversin ·
45,8: Hogne ·
48,9: Aye ·
51,2: Marloie ·
57,6: Rochefort-Jemelle ·
60,0: Forrières ·
62,8: Lesterny ·
65,9: Grupont ·
72,1: Mirwart ·
76,2: Poix-Saint-Hubert ·
80,0: Hatrival ·
89,7: Libramont ·
94,8: Verlaine ·
98,5: Neufchâteau ·
100,4: Hamipré ·
105,0: Cousteumont ·
107,1: Lavaux ·
111,1: Mellier ·
114,8: Marbehan ·
115,9: Rulles ·
118,5: Houdemont ·
121,6: Habay ·
125,8: Hachy ·
128,0: Fouches ·
132,7: Stockem ·
134,0: Viville ·
135,8: Aarlen ·
137,6: Weyler ·
140,3: Autelbas ·
142,6: Barnich ·
145,5: Sterpenich
0,0: Libramont ·
3,5: Ourt ·
6,6: Bernimont ·
10,5: Wideumont ·
15,7: Rosières ·
18,9: Morhet ·
22,2: Sibret ·
24,2: Villeroux ·
28,7: Bastenaken-Zuid ·
29,8: Bastenaken-Noord ·
33,4: Bizory ·
38,9: Bourcy ·
44,6: Tavigny ·
52,5: Limerlé ·
58,9: Gouvy ·
66,4: Beho ·
69,0: Maldange ·
71,4: Weisten ·
74,2: Crombach ·
79,0: Sankt Vith
0,0: Libramont ·
2,5: Recogne ·
3,8: Neuvillers ·
7,5: Rossart ·
12,2: Bertrix ·
16,1: Orgéo ·
17,6: Saint-Médard ·
20,6: Straimont ·
25,5: Les Épioux ·
30,7: Lacuisine ·
32,5: Florenville ·
36,2: Pin ·
37,7: Izel ·
40,0: Jamoigne ·
43,5: Saint-Vincent-Bellefontaine ·
46,9: Lahage ·
50,8: Meix-devant-Virton ·
53,5: Houdrigny ·
57,2: Virton ·
59,6: Chenois-Latour ·
62,9: Latour ·
63,7: Ruette ·
65,1: Saint-Remy ·
67,6: Signeulx ·
70,1: Baranzy ·
72,0: Musson ·
74,6: Halanzy ·
78,9: Aubange ·
81,9: Athus